# Мельникова, Елена Викторовна
Елена Викторовна Мельникова (Кузнецова; род. 31 декабря 1954, Тула) — советская и российская актриса театра и кино. Служит в Театре имени Е. Вахтангова

## Биография
Елена Мельникова (урожд. Кузнецова) родилась 31 декабря 1954 года в Туле. В 1979 году окончила Театральное училище имени Щукина (курс Е. Р. Симонова) и в том же году была принята в труппу театра им. Евг. Вахтангова.
В кинематографе дебютировала в 1978 году в фильме режиссёра Леонида Менакера «Молодая жена».

## Работы в театре
- «Старинные русские водевили» — Ведущая
- «Мистерия-Буфф» — Судомойка
- «Енисейские встречи» — Шура
- «Кабанчик» — Девица
- «Русь! Браво!» — Катька
- «Стакан воды» — Дама при королеве
- «Принцесса Турандот» — Рабыня
- «Опера нищих» — Проститутка
- «Я тебя больше не знаю, милый» — Адели
- «Чудо святого Антония» — Валентина
- «Левша» — Тулячка
- «Ночь игуаны» — Хильда
- «Мещанин во дворянстве» — Николь
- «Леший» — Юля
- «Девушка-гусар» — Лора
- «Фронт» — Маруся
- «2 часа в Париже» — Фаншетта
- «Белый кролик» — Рут Келли
- «Раненные» — Варя
- «Про Ивана-Не-Великана» — Девка-Вызина, Злючка-Калючка
- «Пух-пух-пух» — Ослик Иа-Иа, Кролик
- «Кот в сапогах» — Берёза
- «Я тебя больше не знаю, милый» — Секретарша
- «Женитьба Бальзаминова» — Раиса
- «Дядюшкин сон» — Катерина Петровна
- «За двумя зайцами…» — Секлита Пилиповна Лымариха, сестра жены Серко
- «Пиковая дама» — 3-я молодая девушка
- «Медея» — Жрица
- «Евгений Онегин» — Ларина

## Радиопостановки
- Ф. М. Достоевский «Дядюшкин сон» (радиоспектакль)

## Фильмография
- 1978 — Молодая жена — Валя, подруга Мани (озвучивала Елена Драпеко)
- 1978 — Пока безумствует мечта — дама полусвета
- 1978 — Сюда не залетали чайки — Феша
- 1978 — Территория — Людочка
- 1978 — Уходя — уходи — Катя Лосева, первая любовь Дмитрия Сулина
- 1979 — Ливень — эпизод (нет в титрах)
- 1979 — Хлопотун, или Дело мастера боится — Саша, горничная Радимова
- 1980 — Белый ворон — эпизод (нет в титрах)
- 1980 — Взвейтесь соколы, орлами! (фильм)
- 1980 — Такие же, как мы!
- 1981 — Василий и Василиса — подруга Василисы
- 1981 — Мужчины без женщин — Люба
- 1981 — Похищение века — эпизод (в титрах — Кузнецова)
- 1981 — Трижды о любви — Таня, продавец универсама (нет в титрах)
- 1982 — Звёздная командировка — Даша, жена Тришкина (в титрах — Кузнецова)
- 1982 — Мистерия Буфф — судомойка
- 1983 — Средь бела дня… — Катерина (в титрах — Кузнецова)
- 1984 — Рябиновые ночи — Таня Базанова (в титрах — Кузнецова)
- 1984 — Смотрины — Анна Григорьевна
- 1984 — Через все годы — Катя (в титрах — Кузнецова)
- 1985 — Иван Бабушкин — Паша (Прасковья Рыбас), жена Ивана Бабушкина
- 1985 — Снайперы — Александра Павлова, ефрейтор
- 1986 — Рысь возвращается — Надя
- 1987 — Мисс миллионерша — Вера Викторовна Казакова, врач-терапевт
- 1987 — Свободное падение
- 1988 — Вы чьё, старичьё? — Валентина, внучка Багорыча
- 1989 — Сирано де Бержерак — эпизод (нет в титрах)
- 1991 — Цензуру к памяти не допускаю — Галина Самохина в молодости
- 1995 — На углу, у Патриарших
- 1998 — Тоталитарный роман — эпизод
- 1999—2003 — Простые истины — завуч Рузина Марина Леонидовна, учитель математики (107, 109, 111, 120—122, 125, 127, 128, 133, 138, 139, 144, со 146 серии)
- 2000 — Дядюшкин сон — Катерина Петровна
- 2001 — За двумя зайцами — Секлита Пилиповна Лымариха
- 2002 — Линия защиты (6-я серия «Смертельное алиби») — Валентина Ильинична, жена Быковского, преподавательница музыки
- 2003 — На углу, у Патриарших 3 — эпизод (нет в титрах)
- 2003 — Таксист
- 2004 — За двумя зайцами — Секлита Пилиповна Лымариха (нет в титрах)
- 2005 — Одиночество любви — Люба, домработница
- 2007 — Преступный умысел 2 (фильм 3 «Ядовитые мечты») — директор по персоналу
- 2008 — Братья-детективы (7-я серия) — эпизод
- 2008 — Литейный, 4 (2-й сезон, 24-я серия «Холодный дом») — медсестра
- 2008—2010 — Ранетки — Варвара Никитична Милославская, мать Мирослава Милославского, учителя русского языка и литературы
- 2009 — Одну тебя люблю — мать Высокова
- 2009 — Предлагаемые обстоятельства (Часть 2 «Свадьба») — Анна Львовна, мать жениха
- 2009 — Сорок третий номер — Татьяна Михайловна, тётя Андрея
- 2010 — Белый налив — Татьяна Гавриловна, старшая медсестра
- 2010 — Была любовь — Вера Степановна, учительница
- 2010 — Далекие близкие — мама
- 2010 — Дежурный ангел — Ольга Трофимовна, мать Славы
- 2010 — Путь к себе — Зинаида Ивановна, мать Анатолия
- 2010 — Такая обычная жизнь — Татьяна Леонидовна, мать Стаси
- 2011 — Дар — Гордеева
- 2011 — Дикий 2 (18-я серия «Два счётчика») — Антонина Макаровна, тёща Дикого
- 2011 — Жуков — регистратор
- 2011 — Каменская 6 (Фильм 2-й «Простая комбинация») — Лидия Владимировна, мать Милы
- 2011 — Объект 11 (1-я серия «Начало») — Люся, жена Сомова
- 2011 — Сделано в СССР — Заварзина, служащая НИИ
- 2012 — Костёр на снегу — Татьяна, соседка Зинаиды
- 2013 — Оттепель — сотрудница Дома моделей
- 2014 — Чужой среди своих — Дарья

## Награды
- Медаль ордена «За заслуги перед Отечеством» II степени (10 сентября 2021 года) — за большой вклад в развитие отечественной культуры и искусства, многолетнюю плодотворную деятельность[3].